# Navidad (película)
Navidad es una película chilena del año 2009. Dirigida por Sebastián Lelio y protagonizada por Manuela Martelli, Diego Ruiz y Alicia Rodríguez.

## Sinopsis
Alejandro (Diego Ruiz) y Aurora (Manuela Martelli) son dos jóvenes que, el día de Navidad visitan la casa del padre muerto de la muchacha para recoger algunas pertenencias que ella quiere rescatar antes que el inmueble se venda. Pero en el intertanto descubren en la casa a una niña de 15 años en fuga, sola y perdida, que será su compañera durante esa larga noche navideña, donde se contarán los problemas que cargan.

## Reparto
- Manuela Martelli como Aurora.
- Diego Ruiz como Alejandro.
- Alicia Rodríguez como Alicia.

## Premios
- Festival Internacional de Cine de Viña del Mar - Mejor dirección (2009)